# Nannopus parvipilis
Nannopus parvipilis is een eenoogkreeftjessoort uit de familie van de Nannopodidae. De wetenschappelijke naam van de soort is voor het eerst geldig gepubliceerd in 2017 door Kim, Choi en Yoon.